# Поцелуй меня (фильм, 2011)
«Поцелуй меня» (швед. Kyss mig) — Шведская мелодрама 2011 года режиссёра Александры-Терезы Кейнинг. Фильм затрагивает проблему ответственности в отношениях и каминг-аут. Первый шведский фильм о взрослых лесбиянках.

## Сюжет
Мия и Тим планируют свадьбу. Мия знакомится с лесбиянкой Фридой, дочерью новой жены своего отца. Общение друг с другом перерастает в глубокую привязанность. У Фриды есть девушка, перед которой у той появляется чувство вины. Мия хотела бы жить вместе с Фридой, но ей не хватает отваги совершить каминг-аут. Наконец, она принимает нелегкое решение.

## В ролях
- Рут Вега Фернандес[англ.] — Мия
- Лив Мьёнес[англ.] — Фрида
- Кристер Хенрикссон — Лассе
- Лена Эндре — Элисабет
- Йоаким Нeттерквист — Тим
- Йоcефинe Тенгблад[англ.] — Элин
- Томас Льюнгман[англ.] — Оскар
- Бьёрн Чьелльман[англ.] — Пастор